# Octoknema
Octoknema es un género de plantas con flores  pertenecientes a la familia de las olacáceas. Comprende 10 especies descritas

## Taxonomía
El género fue descrito por Jean Baptiste Louis Pierre y publicado en Bulletin Mensuel de la Société Linnéenne de Paris 2: 1290. 1897. La especie tipo es: Octoknema klaineana Pierre	

## Especies
- Octoknema affinis Pierre
- Octoknema aruwimiensis Mildbr.
- Octoknema borealis Hutch. & Dalziel
- Octoknema dinklagei Engl.
- Octoknema genovefae Villiers
- Octoknema hulstaertiana Germ.
- Octoknema klaineana Pierre
- Octoknema okoubaka Aubrév. & Pellegr.
- Octoknema orientalis Mildbr.
- Octoknema winkleri Engl.